# Halistemma cupulifera
Halistemma cupulifera är en nässeldjursart som beskrevs av Adrien Jacques de Lens och Van Riemsdijk 1908. Halistemma cupulifera ingår i släktet Halistemma och familjen Agalmatidae. Inga underarter finns listade i Catalogue of Life.